# PageSpeed Insights
PageSpeed Insights (ehemals Google PageSpeed) ist ein Onlinedienst des Unternehmens Google, um die Ladezeit einer Website zu untersuchen und ggf. zu optimieren. PageSpeed Insights beachtet dabei neben dem Aufbau von HTML-, CSS- und JavaScript-Dateien auch die Integration von Bildern ohne Interlacing oder die Cache-Vorgaben der Website. Neben einem Onlinedienst bietet Google eine Erweiterung für den Apache HTTP Server und Nginx und unter dem Namen Lighthouse auch ein Browser-Plugin und ein in Google Chrome entwickeltes Audit-Tool an.
PageSpeed wurde 2011 auf der Technologiekonferenz Google I/O erstmals vorgestellt.
Im Juli 2011 wurde außerdem ein Hosting-Angebot namens Google Page Speed Service vorgestellt. Im Laufe der Jahre hat Google eine Vielzahl von Tools zur Messung und Optimierung der Ladezeit bereitgestellt. Neben PageSpeed Insights und den Chrome DevTools gibt es auch Google Lighthouse. Um hier eine Vereinheitlichung herzustellen, hat Google die Web Vitals Initiative ins Leben gerufen, welche 3 maßgebliche Metriken zur Nutzererfahrung heranzieht: Ladezeit, Interaktivität und visuelle Stabilität. Für jeden der drei Aspekte gibt es eine Kennzahl:
Largest Contentful Paint (LCP): Die Dauer des Ladevorgangs, bis der Hauptinhalt einer Seite geladen ist.
First Input Delay (FID): FID misst die Zeit von der ersten Interaktion eines Benutzers mit einer Seite bis zu der Zeit, zu der der Browser auf diese Interaktion reagieren kann. FID wurde im März 2024 durch die neu eingeführte Kennzahl Interaction to Next Paint (INP) ersetzt.
Cumulative Layout Shift (CLS): Die Kennzahl CLS misst, wie stabil das Layout einer Webseite ist und ob sich einzelne Layout-Elemente verschieben, während die Seite geladen und vom Browser gerendert wird.
Mit den Core Web Vitals stellt Google einheitliche Qualitätssignale bereit, die die Nutzererfahrung auf einer Webseite widerspiegeln.

## Webseiten: Online-Dienst
Google PageSpeed Insights kann direkt im Browser aufgerufen werden. Der Besucher muss lediglich die URL einer Webseite eingeben. In der Regel zeigt PageSpeed nach weniger als zwei Minuten dann einen Bericht an, der in Kategorien mit hoher, mittlerer und niedriger Priorität untergliedert ist. PageSpeed berechnet für jede Seite einen Gesamtwert, der maximal 100 Punkte erreichen kann. Es werden dabei gesonderte Berichte für die Mobil- und Desktopversion der Webseite ausgegeben. Dabei gilt es nicht nur die Ladezeiten von Bildern, CSS und JavaScript-Files zu optimieren, sondern auch verschiedene Caching-Funktionen zu testen, um somit dem Besucher eine schnell ladende Webseite präsentieren zu können. Tipps, Hinweise, Tutorials und viele Codeschnipsel können dabei hilfreich sein.

## Andere Aufrufmöglichkeiten
In den Entwicklertools von Google Chrome ist das Analysetool unter dem Namen Lighthouse integriert. Auch ein separates Browser-Plugin für Chrome wird angeboten. Alternativ steht eine API zur Verfügung, über die Page Speed Insights-Abfragen automatisiert durchgeführt und die Ergebnisse maschinenlesbar zurückgegeben werden und auf die auch Plugins zugreifen können.

## Webserver
Auf der Google I/O 2011 wurde mod_pagespeed erstmals gezeigt, das die Ladezeit einer Website automatisch verbessern soll. Die Optimierungsvorschläge, die Google Page Speed Online oder das Browser-Plugin einem Webmaster machen, werden größtenteils automatisch umgesetzt. Seit Juli 2011 gibt es auch eine gehostete Version namens Google Page Speed Service, mit der kein Eingriff in die Serverkonfiguration notwendig ist. Stattdessen liefert Google die Website über seine eigenen Rechenzentren aus, wo auch die Geschwindigkeitsoptimierung erfolgt. Das Angebot wurde in den Medien teilweise als Angriff auf die Unabhängigkeit von Webmastern kritisiert.

## Auswirkungen auf die Suchergebnisplatzierung
Seit 2010 ist die Geschwindigkeit einer Website ein Signal für die Berechnung der Positionen in den Suchergebnissen von Google, seit 2018 ebenso für mobile Suchergebnisse und Google Ads. Zusätzlich limitiert Google das Crawling Budget je Website, also die Anzahl der Unterseiten, die Google von einer Website aufruft. Schnellere Websites führen zu einer höheren Crawling-Frequenz von Google, was beispielsweise bei Online Shops mit zahlreichen Produkten einen Einfluss hat.
Ab 90 Punkten gilt laut Google ein PageSpeed als gut, ab 50 Punkten als durchschnittlich und darunter als schlecht. Die maximal erreichbare Punktzahl ist 100.